# Герб Немішаєвого
Герб Неміша́євого — офіційний символ-герб селища міського типу Немішаєвого (Бородянського району Київської області), затверджений рішенням № 31-V Немішаївської селищної ради від 21 вересня 2010 року.

## Опис
Опис надається згідно з рішенням Немішаївської селищної ради «Про затвердження символіки селища Немішаєве» та статутом територіальної громади селища Немішаєве Бородянського району Київської області:
|  | Щит перевернуто-вилоподібний; - в лазуровому полі золотий Архангел Михаїл; - у золотому полі три пурпурові геральдичні п’ятилисні рози в стовп; - в срібному полі цегляна станційна споруда з червленим дахом; - щит вкладений в лазуровий картуш, підбитий золотом та обтяжений міською срібною короною, під якою золотий напис «1900», під щитом золота відкрита книга. Тлумачення символіки: - Архангел Архістратиг Божий Михаїл є покровителем Київських земель з початку утворення Київської Русі, як держави; - геральдичні п’ятилистні рози асоціативно повторюють картопляний цвіт та символізують три мікрорайони населеного пункту; - станційна споруда в існуючому зображенні символізує найголовнішу споруду, що започаткувала розвиток населеного пункту, яку заклав Клавдій Семенович Немішаєв; - «1900» – рік заснування населеного пункту; - відкрита книга символізує навчальні заклади. |

Автори проекту символіки: Олександр Кандауров, Михайло Іашвілі-Шубін.

## Джерело
- Рішення № 31-V Немішаївської селищної ради «Про затвердження символіки смт Немішаєве» від 21 вересня 2010 року.